# Чжоу Юнкан
Чжо́у Юнка́н (кит. упр. 周永康, пиньинь Zhōu Yŏngkāng; род. в декабре 1942, Цзянсу) — политический деятель КНР. Стал самым высокопоставленным чиновником за всю историю нового Китая, осужденным по обвинению в коррупции (в 2015).
В 2007—2012 гг. член Постоянного комитета Политбюро ЦК КПК и также секретарь Политико-юридической комиссии ЦК КПК; член Политбюро с 2002 года, министр общественной безопасности в 2002-2007 гг.
Член КПК с ноября 1964 года, член ЦК КПК 15 созыва (кандидат 14-го созыва), член Политбюро ЦК КПК 16-го созыва, член Постоянного комитета Политбюро ЦК КПК 17-го созыва.

## Биография
Родился в деревне Сицяньтоу уезда Уси провинции Цзянсу.
Окончил Пекинский нефтяной институт (1966), специализировался в области геофизических исследований. Получил звание старшего инженера.
В 1960—1970-х годах работал в нефтяной промышленности. В середине 1980-х годов работал заместителем министра нефтяной промышленности КНР, в 1996—1998 годах генеральный директор Китайской национальной нефтегазовой корпорации, крупнейшей энергетической компании КНР. В 1998—1999 годах министр земельных и природных ресурсов. В 1999—2002 годах глава парткома провинции Сычуань. С декабря 2002 по 2007 год министр общественной безопасности КНР.
На сайте Wikileaks появлялись сообщения со ссылкой на утечки информации из дипломатических источников, что Чжоу причастен к кибератаке Пекина на сайт Google.
В 2007—2012 гг. секретарь Политико-юридической комиссии ЦК КПК, курирующей суды, пенитенциарные учреждения и органы безопасности КНР.
Некоторые источники называли его руководителем сторонников бывшего лидера партии Цзян Цзэминя и лидером так называемой «нефтяной группы» во власти КНР.
В мае 2012 года Financial Times сообщила, что Чжоу отстранён от руководства Политико-юридической комиссии ЦК КПК в связи с его поддержкой опального Бо Силая. Чуть позже New York Times сообщила, что Чжоу удалось сохранить свою должность. В сообщении агентства Синьхуа о состоявшихся в июле 2012 года проводах в последний путь умершего Дин Гуаньгэня Чжоу Юнкан указан в перечислении участвовавших лидеров Китая, где он называется после Хэ Гоцяна. В сентябре 2012 года Синьхуа сообщило о его визите в провинцию Аньхой, где он проверил суд в Хэфэе, где шёл процесс над супругой Бо Силая Гу Кайлай, после чего заявил, что необходимо «стремиться к тому, чтобы каждый случай расследования выдержал испытание законом и историей».
По некоторым данным, Чжоу Юнкан считается инициатором внутрипартийной борьбы против выдвижения верховным лидером Китая Ху Цзиньтао в свои преемники Си Цзиньпина.
В ноябре 2012 года в должности секретаря Политико-юридической комиссии ЦК КПК Чжоу Юнкана сменил Мэн Цзяньчжу.
Про Чжоу отмечалось, что многие характеризуют его как человека, жестко соблюдающего дисциплину и требующего безусловного выполнения приказов.
Отмечали, что он также покровительствовал попавшему в опалу Цзян Цземиню, который работал под началом Чжоу, когда последний руководил CNPC в 1980-х — начале 1990-х годов, Цзяна также включают в число членов так называемой «нефтяной группы».

## Уголовное дело
По данным гонконгской The South China Morning Post, к концу 2013 года Си Цзиньпин санкционировал расследование в отношении Чжоу Юнкана.
В связи с масштабной антикоррупционной проверкой лидеров КПК по делу Бо Силая в марте 2014 г. были изъяты активы родственников Чжоу Юнкана на сумму около 90 млрд юаней ($14,5 млрд). Полиция задержала более 300 его родственников и сотрудников. С марта 2014 г. Чжоу находился фактически под домашним арестом. 6 декабря 2014 г. было сообщено, что он исключен из партии, арестован и обвиняется «в серьезном нарушении партийной дисциплины, получении крупных взяток, раскрытии партийных и государственных секретов, а также в нарушении супружеской верности с несколькими женщинами».
По некоторым оценкам, до своего ареста Чжоу был ключевым союзником Цзян Цзэминя.

#### Приговор суда
11 июня 2015 года Чжоу Юнкан был приговорён к пожизненному заключению. Бывшего министра обвиняли в коррупции, злоупотреблении властью и намеренном раскрытии информации, содержащей государственную тайну.. Чжоу Юнкан был причислен к группировке, получившей название «Новая банда четырёх».